# مارغريت مان (ممثلة)
مارغريت مان (بالإنجليزية: Margaret Mann)‏ هي ممثلة أمريكية، ولدت في 4 أبريل 1868 في أبردين في المملكة المتحدة، وتوفيت في 4 فبراير 1941 في لوس أنجلوس في الولايات المتحدة بسبب سرطان.

## أعمال

### أفلام
- ذهب مع الريح[4][5]

## وصلات خارجية
- مارغريت مان (ممثلة) على موقع IMDb (الإنجليزية)
- مارغريت مان (ممثلة) على موقع قاعدة بيانات الفيلم (الإنجليزية)